# 小林香織 (ドラマー)
小林 香織（こばやし かおり、1978年1月18日 - ）は、日本のドラマー。女性。東京都出身。OFFICE HOPPER'S所属。

## 略歴
12歳からドラムを始める。中学・高校在学中、バンド・セッション活動などを多数経験。
高校卒業後、インディーズ・バンドALFEXに加入。1999年から、ソロ・ドラマー、サポート・ミュージシャンとしての活動へ転向。村上"PONTA"秀一と「ツインドラム・ライヴ」を行う（不定期）。HAL-Oh Togashi bom' boco（富樫春生率いるオリエンタル・テクノ・ファンク・バンド）に参加。2004年、ブロードウェイミュージカル「CABARET」に演奏出演（錦織一清、真矢みき主演）。2006年、U_WAVE、Lion Headsに参加。
2007年、地球ゴージャスプロデュース「ささやき色のあの日たち」に演奏出演。2008年、ミュージカル「シャウト!」に演奏出演（紫吹淳ら）。
2008年、第2期U_WAVE（宇都宮隆、土橋安騎夫、石井妥師、野村義男、日永沙絵子、小林香織、森雪之丞）として活動再開。
2011年7月、子宮頸癌闘病を宣言。手術・抗がん剤治療を経て、2012年3月に復帰。
2013年 - 、LoVendoЯのサポートドラマー、バンドマスターとして活動
ほか、モデル、ラジオDJなどとしても活動。

## DVD
- ゼッタイ叩ける!ドラム入門 かおりの個人レッスン（2009年10月25日、ATDV-204）

## ライヴサポート
- E-girls
- U_WAVE
- Lion Heads
- 日向ひとみ
- 川本真琴
- HAL-Oh Togashi bom' boco
- Sweetz
- SHU:DO
- Bare Bottom Bonitas
- 岡本真来
- 全日本女子プロバンド　"NAON NO NAON" BAND
- Shaklee Success Convention 2001（石原慎一、岡崎ひろみ 他）
- 我那覇美奈
- The Trance Former
- 伊藤賢一
- nil
- 千葉紗子
- WHiTE
- オレンジメカニック
- 田中理恵
- パンドラ
- LoVendoЯ

ほか、多数

## ラジオ
- チャイム!（FM NACK5、毎週木曜日、2008年4月3日 - 2009年3月26日）